# アオハタ
アオハタ（青羽太、学名：Epinephelus awoara ）は、スズキ目ハタ科に分類される魚。朝鮮半島、日本から中国沿岸の温暖な海域、太平洋西部に分布する魚で、食材として扱われる。

## 分類・名称
本種は1842年にオランダの動物学者コンラート・ヤコブ・テミンクとドイツの魚類学者ヘルマン・シュレーゲルによって Serranus awoara として記載され、タイプ産地は長崎。種小名は福岡県の地方名「アオアラ」に由来する。長崎ではアオナと呼ばれることが多い。

## 形態

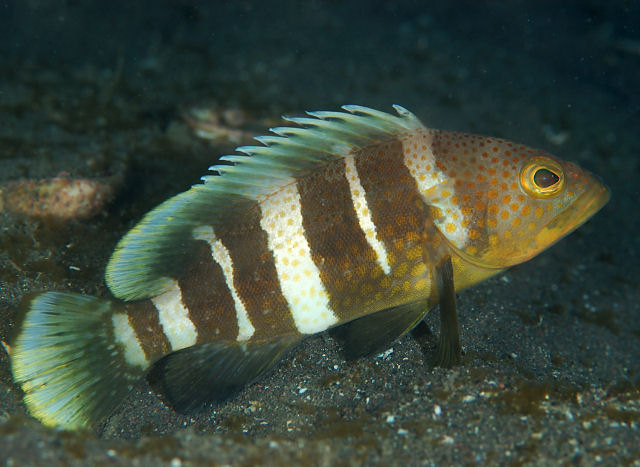
幼魚

最大全長で60cm近くなる個体もいるが、30cmほどのものが比較的多く見られる。ハタとしては小型から中型の部類である。
体長は体高の2.7 - 3.3倍。頭部の背側の輪郭は凸状。前鰓蓋骨の角度は90°未満で、2 - 5 本の棘がある。背鰭は11棘15 - 16軟条から、臀鰭は3棘8軟条から成る。背鰭棘の鰭膜は深く切れこむ。胸鰭は腹鰭よりも長く、尾鰭は扇形。
体色は褐色か灰色で腹は黄金色、体には白地に細かい斑点が集まった五本の横筋模様がある。黄色い小斑点が散らばる。ひれが青色で、尾びれなどの端は黄色い。

## 分布・生態
南シナ海、東シナ海、西沙諸島、台湾、日本海を含む、日本および韓国南部からベトナムまでの西太平洋に分布する。
岩場や砂地に生息し、サンゴ礁でも見られる。幼魚はタイドプールで見られる。生息水深は10 - 50m。攻撃的な種で、同種の他個体を頻繁に追いかけ、噛みつく。エビやカニなどの甲殻類や魚類、頭足類を捕食する。雌雄同体で、香港では2 - 3月から5月にかけて産卵し、台湾では6 - 7月、中国浙江省では5 - 7月に産卵する。

## 利用
比較的高級魚とされ、底引網や釣りで漁獲される。養殖が試みられているが、天然の稚魚に依存しているようである。養殖に適した特性を作り出すため、カスリハタとの雑種が生み出された。
旬は初夏で、煮付けとして食べることが多い。鍋料理にも適する。香港では「黄釘」（広東語 ウォンディン）、「黄斑」（ウォンパーン）と呼ばれるが、ハタ類の中では価格は安価である。主に蒸し魚として食べられるほか、フライにもされる。